# دالي مورغان
دالي مورغان (بالإنجليزية: Dale Morgan)‏ هو مؤرخ وكاتب أمريكي، ولد في 18 ديسمبر 1914 في سولت ليك في الولايات المتحدة، وتوفي في 30 مارس 1971.